# Колиух, Сергей Михайлович
Сергей Михайлович Колиух (род. 27 октября 1960, Воронеж) — бывший глава городского округа город Воронеж.

## Биография
Окончил в 1983 году политехнический институт по специальности инженер-электромеханик; в 1993 — Академию народного хозяйства при правительстве РФ по специальности руководитель в условиях рынка. В 1999 году окончил Московский государственный социальный университет по специальности юрист-правовед. Свою трудовую деятельность начал в 1983 году как инженер-технолог на заводе имени Калинина, затем как мастер. С 1986 по 1991 годы — на комсомольской работе, первый секретарь райкома ВЛКСМ. С 1991 по 1993 годы — заместитель председателя Совета народных депутатов Ленинского района города Воронежа. С 1996 по 1999 годы — заместитель председателя муниципального Совета города Воронежа. С 1999 по 2001 годы — глава администрации Ленинского района Воронежа.
В 2001 году Сергей Колиух избран председателем Воронежской городской Думы первого созыва. 30 марта 2005 года избран председателем Воронежской городской Думы второго созыва.

## Глава городского округа город Воронеж
2 марта 2008 года избран главой городского округа город Воронеж, получив 31 % голосов избирателей. Действующий глава города Борис Скрынников набрал 5,85 % голосов. 11 марта официально вступил в должность.
6 мая 2008 года в Кремле мэр Воронежа Сергей Колиух получил из рук Президента Владимира Путина знак «Воронеж – город воинской славы».
За время работы Колиуха мэром была закончена реконструкция Чернавского моста, построена водоподъемная станция-4, после чего во всем Воронеже вода стала подаваться круглосуточно, а не по графику, расширены магистральные улицы Антонова-Овсеенко и набережная Массалитинова.
11 марта 2013 года закончился пятилетний срок пребывания на посту мэра. Несмотря на то, что законодательство позволяло ему доработать до дня выборов мэра (8 сентября 2013), 13 марта он подал в отставку.

## Дальнейшая карьера
14 марта 2013 года Сергей Колиух назначен руководителем департамента по развитию предпринимательства и потребительского рынка Воронежской области.
8 сентября 2013 года на довыборах в Воронежскую городскую Думу выиграл депутатский мандат, набрав 40,28 % голосов. На втором месте Олег Певунов, получивший 19,24 % голосов избирателей. Явка составила 24,56 процента от общего количества избирателей. Вновь избран депутатом городской Думы 13 сентября 2020 года.
Лауреат конкурса Министерства регионального развития в номинации «Лучший глава муниципального образования» (2010). Награжден почетной грамотой Министерства регионального развития Российской Федерации за восстановление и строительство жилья для граждан пострадавших от природных пожаров (2011). Награжден медалью «За вклад в развитие местного самоуправления» Российской муниципальной академии (2012).

## Семья
Женат, имеет двоих детей.